# Reginald Fessenden

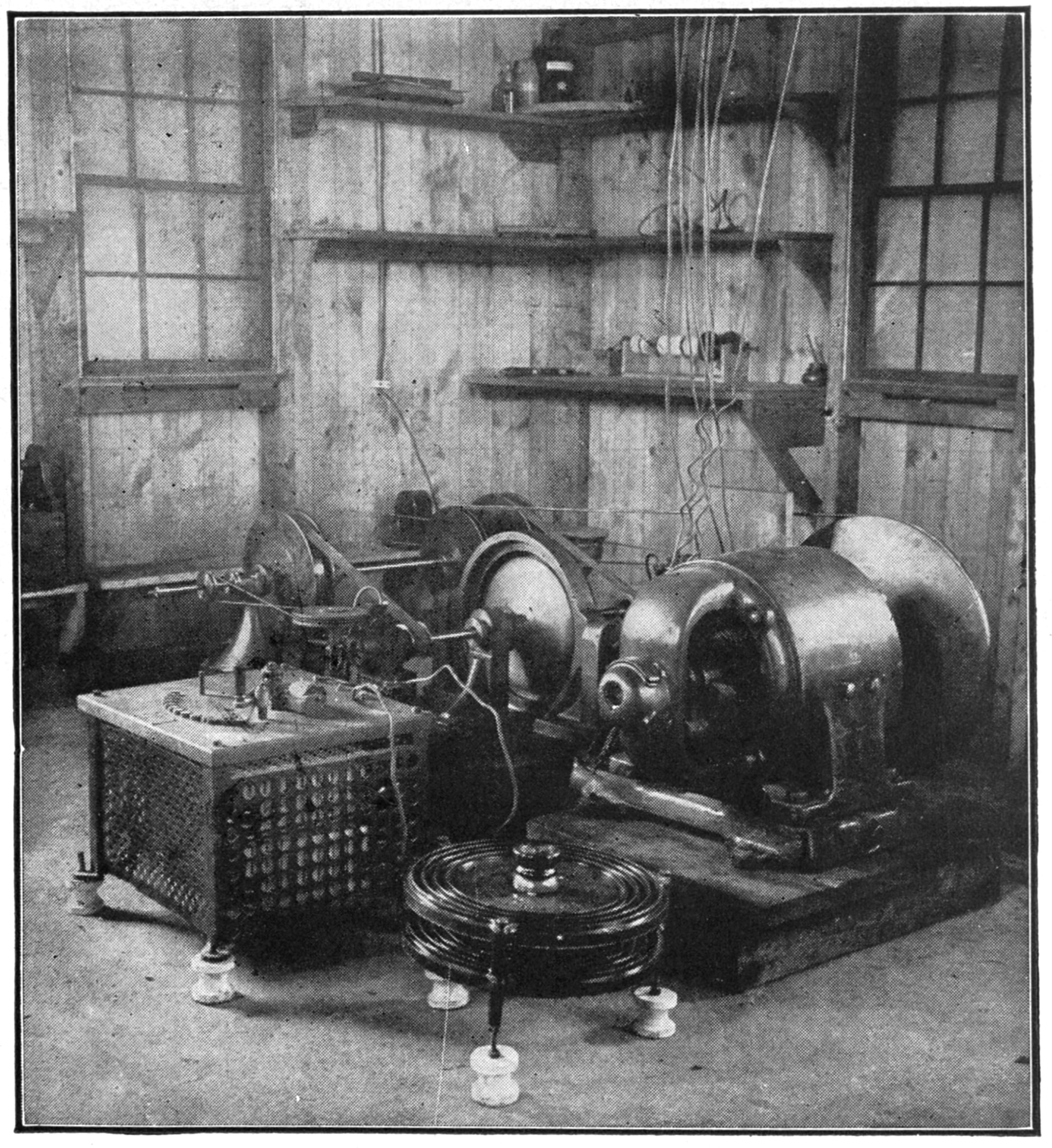
Fessendenův vysílací alternátor (1906)

Reginald Aubrey Fessenden (6. října 1866, East Bolton, Quebec — 22. července 1932, Bermudy) byl kanadský fyzik a vynálezce, který významně přispěl ke vzniku rozhlasového vysílání.

## Život
Studoval matematiku na Trinity College School v Port Hope v Ontariu a na Bishop’s College v Lennoxvillu, ale studium nedokončil. Začal učit ve Whitneyho institutu, nedávno založené škole na Bermudách. Protože ho zajímala věda, brzy odjel do New Yorku a požádal o práci u Thomase Edisona, ve firmě Edison Machine Works. Roku 1886 byl přijat a brzy se stal hlavním chemikem v nové Edison Laboratory ve West Orange. Avšak v roce 1890 se Edison dostal do velkých finančních problémů a musel propustit většinu zaměstnanců, mj. i Fessendena. Ten tedy přešel do Westinghouse Electric Company v Newarku, a pak do Stanley Company v Pittsfieldu v Massachusetts. Roku 1892 ale firma zkrachovala a Fessenden tak zahájil akademickou kariéru na univerzitách v Indianě (Purdue University) a v Pensylvánii (Western University of Pennsylvania, dnes University of Pittsburgh).
Od roku 1900 pracoval v Meteorologickém úřadě (U.S. Weather Bureau), kde chtěli využít vysílání zpráv o počasí v Morseově abecedě. Zde si začal pohrávat s myšlenkou převést Morseův kód na zvuk, což se mu nakonec, byť v primitivní formě, podařilo, za použití jiskrového telegrafu. Pak se však dostal s vedením úřadu do sporu a odešel do Brant Rock ve státě Massachusetts, kde založil firmu NESCO a pokračoval ve výzkumu. Brzy dosáhl prvního velkého úspěchu, když uskutečnil první zaoceánské vysílání oběma směry, mezi Brant Rock a skotskou vesnicí Machrihanishs. Nepřenášel ale zvuk, ale opět jen Morseův kód.
Klíčem k možnosti přenášet zvuk byl skutečně vysokofrekvenční alternátor (generátor střídavého elektrického proudu). Ten sám Fessenden vyvinout nedokázal, a tak musel čekat, až dostatečně silný alternátor vyvine firma General Electrics. To se stalo roku 1906, kdy firma vyrobila generátor schopný generovat střídavý proud o kmitočtu 50 kHz. Pak již Fessenden měl, co potřeboval: s použitím generátoru, Edisonova mikrofonu a telefonu začal modulovat amplitudu vlny (tzv. amplitudová modulace – AM). Tak vyslal radiový signál, který mohly telegrafní přijímače zachytit jako zvukový. 
Slavný experiment, kdy se prvně v historii z radiotelegrafního přístroje ozval lidský hlas, Fessenden uskutečnil na Štědrý den, 24. prosince 1906. Do mikrofonu přečetl pasáž z Bible o Ježíšově narození a zazpíval koledu "Tichá noc" (Heilige Nacht). Tak objevil tzv. velmi dlouhé vlny jako prostředek dálkového přenosu signálu, což se uplatnilo zejména v lodní dopravě. Úspěšnější byl ale model rádia vytvořený Marconim, takže Fessenden jako vynálezce rozhlasu není tolik známý. V životě vedl mnoho vleklých patentových sporů, řadu ale vyhrál roku 1928, takže se mohl s manželkou přestěhovat na odpočinek na její rodné Bermudy.